# Шатоге
Шатоге (фр. Châteauguay) — расположенный за пределами острова пригород Монреаля, на юго-западе провинции Квебек, находится на реке Шатоге и озере Сен-Луи. Численность населения по данным последней канадской переписи 2021 года составило 50 815 жителей.

## История
Территория нынешнего города была впервые дана Шарлю Лемуану губернатором Новой Франции в то время, графом де Фронтенаком с целью создания сеньории в этом районе. В 1763 году Франция отказалась от Канады и Шатоге перешёл под британский мандат. Сеньория была куплена Маргаритой Довиль, основательницей квебекского религиозного общества Серых монахинь в 1765 году и спустя 10 лет началось строительство церкви Святого Иоахима.
Шатоге играет важную роль в колониальной истории Северной Америки. Соединённые Штаты объявили войну Англии в 1812 году, Шатоге рассматривался не более чем как хорошая точка для поста солдат, защищавших Монреаль от вторжения американцев. Американское наступление на Монреаль закончилась битвой при Шатоге, где 25 октября 1813 года подполковнику Шарлю де Салаберри удалось остановить американские силы в 4000 от продвижения к Монреалю всего лишь с 400 военнослужащими, в основном франкоканадцами и 170 индейских воинов. Второе американское вторжение было разбито вскоре после того, на ферме Крайслер 11 ноября.
Во время восстания Нижней Канады, Шатоге был оккупирован британской армией, которая провела аресты десятков франко-канадцев, в том числе лидера повстанцев, Франсуа-Морис Лепелёра, который позднее был сослан в Австралию. Два выходцы из Шатоге, Жозеф Дюкет и его сторонник позднее были повешены в тюрьме.
Фактически деревня Шатоге была создана в 1855 году, после отмены сеньориальной системы в Квебеке британским колониальным режимом. Позже город поглотил прилегающие к нему два соседних района Шатоге-Хайтс (1968) и Шатоге-центр (1975).